# Bos (Einheit)
Bos war ein niederländisches Zähl- und Stückmaß. Das Maß fand im Holzhandel Anwendung und entsprach dem Bund oder Pack. Im Niederländischen hieß es Hoephout oder Reifenholz und war für die Fassreifenherstellung durch den Reifschneider das Ausgangsmaterial.
- 1 Bos = 25 Stück Hoepen (Holz für Fassreifen)
- 40 Bos = 1000 Stück